# 1xte1xme
1xte1xme è un singolo del cantautore italiano Lorenzo Fragola, pubblicato il 13 giugno 2025.

## Descrizione
Il brano è scritto, composto e prodotto dallo stesso cantautore con Mario Castiglione, in arte Mameli.

## Video musicale
Il video musicale, diretto da Lorenzo Mariotti, è stato pubblicato il 18 giugno 2025 attraverso il canale YouTube del cantautore.

## Tracce
Testi e musiche di Lorenzo Fragola e Mario Castiglione.
1. 1xte1xme – 2:51

## Formazione
- Lorenzo Fragola – voce, produzione
- Mameli – produzione
- Edoardo Bruni – chitarra acustica
- Antonio D'Amato – basso elettrico